# Viscount Goschen

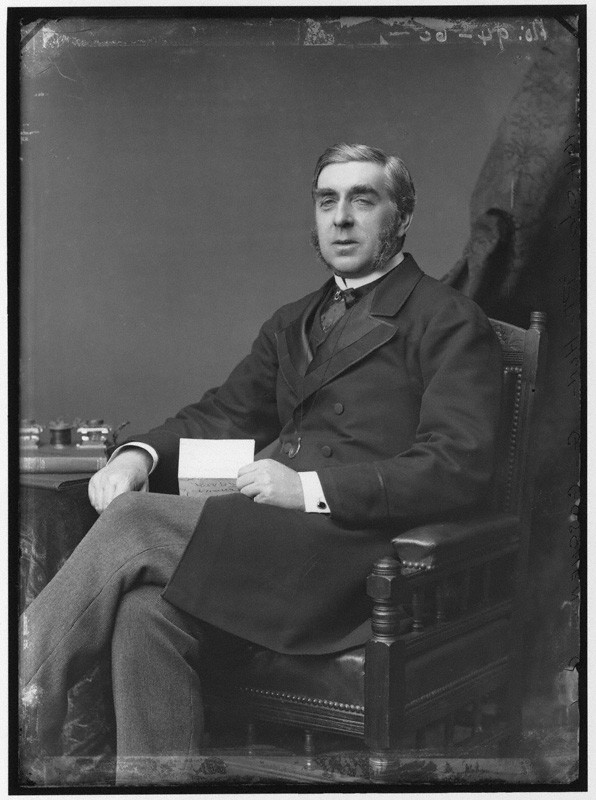
George Goschen, 1. Viscount Goschen

Viscount Goschen, of Hawkhurst in the County of Kent, ist ein erblicher britischer Adelstitel in der Peerage of the United Kingdom.
Familiensitz der Viscounts ist Hilton House in Crowthorne im Borough of Bracknell Forest in Berkshire.

## Verleihung
Der Titel wurde am 18. Dezember 1900 für den Politiker George Joachim Goschen geschaffen. Dieser stammte großväterlicherseits vom sächsischen Verleger Georg Joachim Göschen ab und war in seiner langen politischen Laufbahn unter anderem von 1887 bis 1892 Schatzkanzler in verschiedenen Regierungen sowie von 1871 bis 1874 und 1895 bis 1900 First Lord of the Admiralty gewesen.
Heutiger Titelinhaber ist dessen Enkel Giles Goschen als 4. Viscount.

## Liste der Viscounts Goschen (1900)
- George Joachim Goschen, 1. Viscount Goschen (1831–1907)
- George Joachim Goschen, 2. Viscount Goschen (1866–1952)
- John Alexander Goschen, 3. Viscount Goschen (1906–1977)
- Giles John Harry Goschen, 4. Viscount Goschen (* 1965)

Voraussichtlicher Titelerbe (Heir apparent) ist der Sohn des aktuellen Titelinhabers, Hon. Alexander Goschen (* 2001).